# Six Flags New Orleans
Koordinaten: 30° 3′ 9″ N, 89° 56′ 8″ W

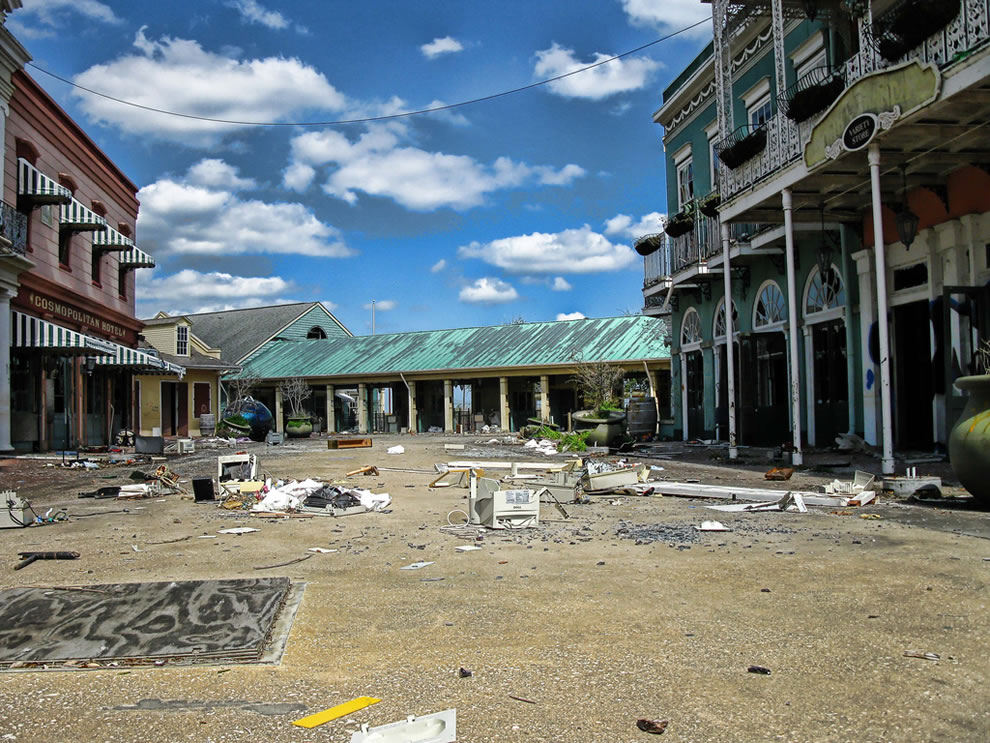
Verlassene Straßen im Six Flags New Orleans (2012)

Six Flags New Orleans ist ein ehemaliger Freizeitpark in den Vereinigten Staaten. 

## Geschichte
Die in New Orleans liegende Anlage wurde im Mai 2000 als Jazzland eröffnet und von lokalen Investoren finanziert. Die Kosten für das Bauprojekt betrugen 135 Millionen US-Dollar, wobei mit einer Million Besuchern pro Jahr kalkuliert wurde. Die Besucherzahl im zweiten Jahr betrug jedoch lediglich 600.000. Nur zwei Jahre nach der Eröffnung musste das Betreiberkonsortium Konkurs anmelden und der knapp neunzig Hektar große Park schließen. Noch im Jahre 2002 erwarb das Unternehmen Six Flags den Freizeitpark für 22 Millionen US-Dollar und investierte weitere 25 Millionen US-Dollar in einen Ausbau, der sechs neue Fahrgeschäfte enthielt. Im April 2003 erfolgte die Neueröffnung und Umbenennung auf den heutigen Namen.
Durch Überflutungen während des Hurrikans Katrina vom 26. bis zum 29. August 2005 trug der über drei Meter unter Wasser stehende Vergnügungspark so starke Schäden davon, dass das Management sich gegen eine Wiedereröffnung entschied. Kurz vor der Katastrophe hatte es noch Pläne gegeben, Six Flags New Orleans um einen Wasserpark zu erweitern. Im Jahre 2006 verließ Six Flags das Gelände vollständig. Bis heute liegt das Gelände brach.
Nachdem Six Flags im Juni 2009 Insolvenz angemeldet hatte, kam es im Dezember desselben Jahres vor einem Konkursgericht in Delaware zu einer Vereinbarung mit der Stadt New Orleans. Demnach zahlte das Unternehmen drei Millionen US-Dollar an die Stadt und übereignete ihr den Freizeitpark. Ferner wurde New Orleans ein Viertel der Versicherungssumme zugesprochen, die in Folge der Schäden durch Hurrikan Katrina zur Auszahlung kommen sollte. Pläne der Stadt New Orleans, auf dem Gelände ein Factory-Outlet-Center anzusiedeln, zerschlugen sich im Jahre 2013.
Six Flags New Orleans war Drehort bei der Filmproduktion von Jurassic World und Planet der Affen: Revolution.
Im August 2024 gab das Sanierungsunternehmen Bayou Phoenix bekannt, dass der Park abgerissen werden und Platz für ein Bauprojekt machen soll, das Sportanlagen, Hotels, Geschäftsgebäude, ein Filmstudio und einen Wasservergnügungspark vorsieht. Anfang November 2024 berichtete die Nachrichten-Website Axios vom Beginn der Abrissarbeiten.

## Achterbahnen
| Name                  | Typ                             | Hersteller                    | Eröffnungsjahr | Schließungsjahr | Bemerkungen |
| --------------------- | ------------------------------- | ----------------------------- | -------------- | --------------- | --- |
| Batman: The Ride      | Inverted Coaster                | Bolliger & Mabillard          | 2003           | 2005            | Ursprünglich 1995 als Gambit in Thrill Valley (Japan) eröffnet und fuhr dort bis 2002. Seit 2008 fährt sie als Goliath in Six Flags Fiesta Texas ihre Runden. |
| Jester                | Stahlachterbahn mit Inversionen | Vekoma                        | 2003           | 2005            | Ursprünglich 1996 als Joker's Revenge in Six Flags Fiesta Texas eröffnet und fuhr dort bis 2001.                                                              |
| Mega Zeph             | Holzachterbahn                  | Custom Coasters International | 2000           | 2005            | |
| Muskrat Scrambler     | Wilde Maus                      | L&T Systems                   | 2000           | 2005            | |
| Road Runner’s Express | Familienachterbahn              | Vekoma                        | 2000           | 2005            | Fuhr bis 2002 unter dem Namen Rex's Rail Runner. Seit 2011 fährt sie als Road Runner Express in Six Flags Magic Mountain ihre Runden.                         |
| Zydeco Scream         | Shuttle Coaster                 | Vekoma                        | 2000           | 2005            | Ursprünglich 1990 als Boomerang in Parque de Atracciones de Montjuic (Spanien) eröffnet und fuhr dort bis 1998.                                               |

## Dokumentationen
- Patina-Paradiese – Aufgegebene Altbauten. 43-minütige Fernsehdokumentation von Thierry Berrod (Arte, Frankreich 2018). Six Flags New Orleans wird im Film zwischen Minute 12:35 und 27:05 vorgestellt.